# Ibrahim Jeilan
Ibrahim Jeilan (Etiopía, 12 de junio de 1989) es un atleta etíope, especialista en la prueba de 10000 m, con la que llegó a ser campeón del mundo en 2011 y subcampeón mundial en 2013.

## Carrera deportiva
En el Mundial de Daegu 2011 gana el oro en los 10000 metros, y dos años después, en el Mundial de Moscú 2013 gana la medalla de plata en la misma prueba, tras el británico Mo Farah y por delante del keniano Paul Tanui.